# Direction européenne de la qualité du médicament et soins de santé
Ne doit pas être confondu avec Agence européenne des médicaments.
La Direction européenne de la qualité du médicament & soins de santé (EDQM) est une Direction du Conseil de l'Europe dont la mission est d’œuvrer pour garantir l’accès à des médicaments et soins de santé de qualité, en établissant des normes (liées à la fabrication des médicaments, à la transfusion sanguine ou encore à la transplantation d'organes), ou encore en coordonnant les laboratoires de contrôle des médicaments.
Issue de la convention relative à l'élaboration d'une Pharmacopée européenne établie en 1964, les normes qu'elle élabore sont publiées dans la Pharmacopée européenne et sont juridiquement contraignantes dans ses États membres.

## Mission de l'EDQM
Au sein du Conseil de l'Europe, la mission de l’EDQM est d’œuvrer pour garantir l’accès à des médicaments et soins de santé de qualité, et de contribuer à la promotion et à la protection de la santé humaine et animale par différents moyens :
- l’établissement et la mise à disposition de normes officielles, en matière de fabrication et de contrôle qualité des médicaments, applicables dans tous les États signataires de la Convention relative à l’élaboration d’une Pharmacopée européenne[1], et au-delà ;

- la délivrance de certificats de conformité aux fabricants dont les substances pharmaceutiques satisfont aux normes de la Ph. Eur. et la réalisation d’inspections des sites de fabrication concernés ;

- la coordination du réseau des laboratoires officiels de contrôle des médicaments (OMCL[2]) ;
- la proposition de normes d’éthique, de sécurité et de qualité pour la transfusion sanguine (collecte, préparation, conservation, distribution et utilisation appropriée de composants sanguins[3]), ainsi que pour la transplantation d’organes, de tissus et de cellules[4] ;
- la collaboration avec des organisations nationales, européennes et internationales pour lutter contre la falsification des produits médicaux et les infractions similaires[5] ;
- la définition de politiques et d’approches modèles visant à une utilisation sans danger des médicaments en Europe, notamment l’élaboration d’orientations relatives au suivi pharmaceutique ;
- l’établissement de normes régissant les cosmétiques et les matériaux et objets pour contact alimentaire et la coordination du contrôle indépendant des cosmétiques.

## Organisation

### Origines
L'organisation tire ses origines et son statut de la Convention relative à l'élaboration d'une Pharmacopée européenne, un traité international adopté par le Conseil de l'Europe en 1964 (STE nº 50, et protocole). Les signataires de la convention (en mars 2020, 39 États membres et l'Union européenne (UE)) se sont engagés, actuellement[Quand ?] aux côtés de 30 observateurs (dont l'Organisation mondiale de la Santé (OMS) et la Taiwan Food and Drug Administration (en) (TFDA)), dans un processus d'harmonisation des normes relatives à la qualité et à l'innocuité des médicaments.

### Lien avec les institutions européennes et internationales
Les normes élaborées par l'EDQM sont publiées dans la Pharmacopée européenne (abréviation officielle :  « Ph. Eur.  »), juridiquement contraignante dans ses États membres et qui s'est imposée comme une référence scientifique dans le monde entier[réf. nécessaire].
La législation pharmaceutique de l'UE renvoie directement à la Ph. Eur. et à d'autres activités dont l'EDQM est responsable (notamment la procédure de Certification et le réseau OMCL).
L'EDQM participe également à diverses initiatives de collaboration et d'harmonisation internationales, notamment le Groupe de discussion des Pharmacopées (GDP), I'International Pharmaceutical Regulators Programme (IPRP), le Conseil international d'harmonisation des exigences techniques pour l'enregistrement de produits pharmaceutiques à usage humain (ICH), l'Assemblée mondiale des pharmacopées (IMWP), le Pharmaceutical Inspection Convention and Pharmaceutical Inspection Co-operation Scheme (en) (PIC/S) et le programme international d'inspection des sites de production de substances actives, coordonné par l'Agence européenne des médicaments (EMA).
Par ailleurs, l'EDQM collabore avec l'Organisation mondiale de la santé (OMS) pour l'établissement, le monitorage et la distribution des étalons internationaux d'antibiotiques (ISA) et des substances chimiques de référence internationales (SCRI) de l'OMS — indispensables à la réalisation des essais décrits dans la Pharmacopée internationale de l'OMS.

## Direction
- Petra Döerr (à partir du 1er octobre 2021)[12]
- Susanne Keitel (1er octobre 2007 - 30 septembre 2021)
- Agnès Artiges (1994 - 31 juillet 2007)

## Activités liées à la qualité des médicaments

### Pharmacopée européenne: contrôle qualité
Publiée — en anglais et en français (les deux langues officielles du Conseil de l'Europe) — et régulièrement mise à jour par l’EDQM/Conseil de l'Europe, la Ph. Eur. est un recueil de normes qualité officielles relatives aux médicaments et à leurs ingrédients. La conformité à ses textes compte parmi les exigences d'autorisation de mise sur le marché d’un médicament (à usage humain ou vétérinaire) en Europe, mais ses normes sont également reconnues et utilisées dans le monde entier pour le contrôle qualité des médicaments à usage humain ou vétérinaire. Appelées « monographies », ces normes qualité communes et harmonisées décrivent des spécifications strictes relatives aux médicaments et aux substances utilisées dans leur fabrication, qui s’appliquent pendant toute la durée de vie des produits concernés. Une fois adoptées, elles sont juridiquement contraignantes et entrent en vigueur à la même date dans les 39 pays européens signataires de la Convention relative à l’élaboration d’une Pharmacopée européenne. Elles s’appliquent à tous les médicaments commercialisés dans ces États.
Le contenu de la Ph. Eur. est élaboré et mis à jour par la Commission européenne de Pharmacopée (« la Commission »), chargée de superviser les travaux expérimentaux de plus de 800 experts des sciences pharmaceutiques aux compétences variées — tous bénévoles — qui forment actuellement 61 groupes d’experts et groupes de travail. La Commission détermine son programme de travail, désigne les experts et adopte les monographies et autres textes qui composent la Ph. Eur. (articles 6 et 7 de la Convention relative à l’élaboration d’une pharmacopée européenne). Elle se réunit trois fois par an, à Strasbourg (France), et prend toutes ses décisions techniques à l’unanimité des voix exprimées. L’EDQM assure le secrétariat scientifique et apporte un soutien logistique aux travaux de la Commission, et rend possibles les activités de ses groupes d’experts et groupes de travail.
Les textes de la Ph. Eur. couvrent tous les domaines thérapeutiques et comprennent :
- des monographies spécifiques décrivant des normes qualité juridiquement contraignantes portant sur des médicaments ou sur les ingrédients utilisés dans leur fabrication (substances actives, excipients, drogues végétales, etc.) ;

- des monographies spécifiques décrivant des normes qualité juridiquement contraignantes portant sur des médicaments ;
- des monographies générales décrivant des normes qualité juridiquement contraignantes portant sur des classes de substances (produits de fermentation ou substances pour usage pharmaceutique, par exemple) ou sur les différentes formes pharmaceutiques des médicaments (comprimés, gélules, préparations injectables, etc.) ;
- des méthodes générales d’analyse des substances utilisées dans la fabrication de médicaments, qui ne sont pas juridiquement contraignantes et qui peuvent également être utilisées pour des substances et médicaments non décrits dans la Ph. Eur.

Toutes les méthodes d’analyse décrites dans les monographies sont vérifiées de manière expérimentale. En outre, l’EDQM est responsable de l’établissement et de la distribution des étalons de référence officiels, sans lesquels il serait impossible de réaliser la plupart des essais de contrôle qualité obligatoires décrits dans la Ph. Eur. Ces étalons sont notamment utilisés par des fabricants situés en Europe et dans le monde entier et par les autorités nationales et européennes impliquées dans le contrôle qualité des médicaments. L’EDQM publie une nouvelle édition de la Ph. Eur. tous les trois ans.
La Commission est élue tous les trois ans.

### Procédure de Certification: évaluation de la qualité dessubstances activeset desexcipientset des sites de fabrication
L’EDQM gère un programme d’évaluation de la qualité des substances actives et excipients utilisés dans la fabrication des médicaments. La procédure de Certification de conformité aux monographies de la Pharmacopée Européenne (« la procédure de Certification ») a été établie à titre de programme pilote en 1992, mais est, depuis 1994, devenue une procédure régulière pour les substances chimiques et a été élargie, en 2003, pour inclure les drogues végétales (substances actives obtenues à partir de plantes). Délivré après évaluation de la documentation transmise par le demandeur, un certificat de conformité (CEP) prouve que les méthodes utilisées par un fabricant ou un distributeur permettent d’obtenir un produit conforme aux exigences figurant dans la ou les monographies de la Ph. Eur. qui s’appliquent. L’EDQM gère également un programme d’inspection des titulaires de CEP, qui cible leurs sites de fabrication ou de distribution.
La procédure de Certification n’est pas obligatoire : il s’agit d’un service proposé aux fabricants, qui peuvent transmettre leur CEP dans la partie « Qualité » d’une nouvelle demande d’autorisation de mise sur le marché (AMM) ou dans le cadre d’une variation d’une AMM existante. Elle permet de centraliser l’évaluation des données, dans l’intérêt des autorités réglementaires et de l’industrie, ce qui se traduit par un gain de temps et une économie de ressources.
Autre avantage de la procédure de Certification : elle fournit à la Commission des informations à jour sur la qualité des substances présentes sur le marché européen, mettant ainsi en évidence les textes et exigences qualité de la Ph. Eur. qu’il pourrait être judicieux de réviser afin de faire en sorte que la pharmacopée reste à la pointe.
Les CEP — auxquels fait référence la législation pharmaceutique de l’UE — sont acceptés par les États membres de la Pharmacopée européenne et par de nombreux autres pays et régions (Afrique du Sud, Australie, Arabie saoudite, Canada, Nouvelle-Zélande, Singapour, Taiwan et Tunisie, notamment). De plus en plus d’autorités d’enregistrement du monde entier acceptent les CEP pour étayer tout ou partie des données relatives à la qualité des substances actives utilisées dans la fabrication des médicaments.
Comme indiqué précédemment, un CEP est délivré après examen, par les membres du panel d’évaluateurs de l’EDQM (issus des agences nationales des médicaments de toute l’Europe), d’un dossier détaillé transmis par le fabricant. Ce dossier décrit le procédé de fabrication et les contrôles réalisés sur les matières premières utilisées et sur la substance produite, ainsi que les contrôles nécessaires en cours de fabrication. Le fabricant doit démontrer que l’article satisfait aux normes qualité de la Ph. Eur. et de la législation de l’UE, et que la monographie concernée peut être utilisée pour contrôler les impuretés (des substances chimiques indésirables qui peuvent être présentes dans une substance pour diverses raisons). Le fabricant doit également se conformer aux bonnes pratiques de fabrication (BPF) définies dans la Partie II du Guide des BPF de l’UE et accepter une inspection sur site à tout moment, à la demande de l’EDQM.

### Réseau OMCL: contrôle qualité des médicaments présents sur le marché
Le 26 mai 1994, la Commission européenne et le Conseil de l'Europe ont décidé d’établir, et de cofinancer, une nouvelle collaboration dans le domaine du contrôle qualité des médicaments (à usage humain ou vétérinaire) présents sur le marché, baptisée « réseau européen de laboratoires officiels de contrôle des médicaments » (OMCL). Ouvert aux États signataires de la Convention relative à l’élaboration d’une pharmacopée européenne, ainsi qu’aux observateurs, ce réseau est composé de laboratoires publics indépendants, désignés par leurs autorités nationales respectives. Sa mission principale consiste à s’assurer, en réalisant des contrôles d’échantillons aléatoires, que les médicaments délivrés aux patients, où qu’ils soient en Europe, sont conformes aux normes qualité applicables et aux conditions de leur AMM.
Au sein du réseau, les ressources, l’expertise et la charge de travail sont mutualisées, ce qui permet non seulement de réduire les dépenses de santé publique, de couvrir un plus grand nombre de médicaments présents sur le marché et d’élaborer de futures normes communes et harmonisées, mais également de donner accès aux techniques de pointe et à des procédures analytiques sélectives aux laboratoires de toute l’Europe. De nombreux laboratoires du réseau constatent actuellement une évolution de leurs activités : du contrôle de médicaments présents sur le marché à l’analyse de médicaments falsifiés et illégaux pour le compte d’autres autorités (douanes, police, services de répression, services d’inspection alimentaire et tribunaux).
L’EDQM est chargée de coordonner les activités techniques du réseau et de veiller au bon déroulement des différents programmes conjoints.
Le réseau OMCL mène des études sur des médicaments déjà présents sur le marché (études de surveillance du marché). L’EDQM organise des activités de contrôle interlaboratoires pour les OMCL, qui visent à améliorer les performances analytiques de ces derniers (programme d’essais d’aptitude, « PTS » pour « proficiency testing scheme ») et à promouvoir, dans tous les OMCL, des systèmes de management de la qualité communs pour permettre la mutualisation des travaux et la reconnaissance mutuelle des résultats d’analyse.
L’EDQM assure également le secrétariat technique dans le cadre de la procédure de libération officielle des lots par les autorités de contrôle (OCABR pour « Official Control Authority Batch Release ») du réseau pour les médicaments immunologiques à usage humain et vétérinaire (les vaccins, par exemple) et pour les médicaments dérivés du sang humain (comme les facteurs de coagulation, les immunoglobulines et l’albumine). La procédure OCABR garantit, par exemple, que pour la grande majorité des vaccins utilisés dans l’UE, aucun lot n’est libéré dans les États membres sans que sa qualité ait d’abord fait l’objet d’un contrôle qualité indépendant par un laboratoire du réseau OMCL, outre l’essai de libération réalisé par le fabricant.

### Suivi pharmaceutique et lutte contre la falsification des produits médicaux
D’après les estimations communiquées par l’OMS, la moitié des médicaments prescrits, délivrés ou vendus dans le monde le sont de manière inappropriée et la moitié des patients ne prennent pas leurs médicaments comme ils le devraient. Or, les erreurs relatives à l’usage des médicaments, l’insuffisance de la documentation disponible sur leur mode de prescription, d’utilisation et de délivrance, ainsi que le manque de communication ont une forte incidence sur les taux de mortalité et de morbidité nationaux. Par conséquent, l’utilisation appropriée et sans danger des médicaments, intimement liée à la disponibilité d’informations justes et suffisantes, est tout aussi importante que la qualité des produits.
Pour relever ce défi, tout en tenant compte des contraintes actuelles sur les budgets de santé publique et des inégalités sociales d’accès aux soins de santé, le Comité européen sur les produits et les soins pharmaceutiques (CD-P-PH), coordonné par l’EDQM, supervise le travail des experts dans trois domaines principaux :
- Classification des médicaments en Europe selon qu’ils sont soumis à prescription médicale ou en vente libre : bien que la classification des médicaments relève de la responsabilité de chaque État membre, le CD-P-PH formule des recommandations à ce sujet. Révisées tous les ans et publiées sur le site web de l’EDQM, ces recommandations peuvent également couvrir des médicaments dont l’utilisation n’est pas autorisée dans l’UE, car les membres de l’EDQM et ceux du CD-P-PH comptent en leurs rangs des représentants de pays hors UE. L’EDQM héberge, par ailleurs, la base de données Melclass[24] — accessible au public, qui dresse l’état de la classification des médicaments dans les États membres de la Ph. Eur.

- Établissement de normes de qualité et d’innocuité en matière de pratique et de suivi pharmaceutiques : les autorités publiques et l’industrie pharmaceutique consacrent une grande partie de leurs ressources à assurer la qualité, l’innocuité et l’efficacité des médicaments. Toutefois, il n’est possible d’obtenir un résultat thérapeutique optimal que si les médicaments sont utilisés correctement et en toute sécurité. Le CD-P-PH développe des indicateurs scientifiques permettant de mesurer la qualité du suivi pharmaceutique en Europe, un concept défini comme « [la délivrance] responsable des médicaments dans le but d’obtenir des résultats précis qui améliorent la qualité de vie du patient ». Les indicateurs développés par l’EDQM fournissent, au quotidien, des informations concrètes aux décideurs politiques et aux associations professionnelles, afin de faire en sorte que les systèmes de santé soient plus responsables et plus rentables.

- Prévention et management des risques posés par la falsification des produits médicaux : la falsification des produits médicaux représente une menace de plus en plus pesante pour la santé publique en Europe et dans le monde entier. Les médicaments et dispositifs médicaux falsifiés peuvent contenir des ingrédients de mauvaise qualité ou contrefaits, renfermer des quantités inadéquates de substance active, une autre substance active, voire une substance toxique, être délibérément et frauduleusement étiquetés ou être conditionnés dans un emballage contrefait. Pour y remédier, le Conseil de l’Europe a établi la Convention MEDICRIME (STCE n° 211)[5], le premier traité international à ériger en crime la falsification de produits médicaux et les infractions similaires, en vue de protéger la santé publique. La convention est entrée en vigueur le 1er janvier 2016.

## Activités liées à la qualité et à l'innocuité des substances d'origine humaine

### Transfusion sanguine
Les travaux de l’EDQM dans le domaine de la transfusion sanguine sont coordonnés par le Comité européen sur la transfusion sanguine (CD-P-TS), composé de représentants des autorités travaillant dans le domaine de la transfusion sanguine ou dans les établissements du sang nationaux issus des États membres du Conseil de l’Europe et d’observateurs, notamment la Commission européenne, l’OMS, la FDA des États-Unis (USFDA) et le Comité de Bioéthique du Conseil de l’Europe (DH-BIO). Ces experts travaillent de concert sur les questions éthiques, juridiques et organisationnelles liées à la transfusion sanguine, en vue d’assurer la qualité et l’utilisation optimale du sang et des composants sanguins, d’en améliorer la disponibilité et d’en éviter le gaspillage, et d’analyser les possibles répercussions éthiques et organisationnelles des nouvelles avancées scientifiques. Le guide pour la préparation, l’utilisation et l’assurance qualité des composants sanguins (disponible en anglais uniquement) — fruit de leurs travaux — fournit des recommandations, destinées aux établissements du sang, relatives à la collecte du sang, aux composants sanguins, aux procédures techniques, aux pratiques transfusionnelles et aux systèmes qualité.
Par le biais de son programme d’essais d’aptitude dans le domaine du sang et de son programme de management de la qualité du sang, le comité aide les États membres du Conseil de l’Europe à améliorer leurs services de transfusion sanguine, en assurant le transfert et le développement des connaissances et des expertises, via des formations et des mises en réseau, et en observant l’évolution des pratiques en Europe. Le comité évalue également les risques épidémiologiques, en particulier ceux liés à l’émergence de nouveaux agents infectieux transmissibles par transfusion sanguine.

### Transplantation d'organes, de tissus et de cellules
Les travaux du Conseil de l’Europe dans le domaine de la transplantation d’organes, de tissus et de cellules ont commencé en 1987. Les activités de l’EDQM dans ce domaine sont guidées par les principes directeurs que sont la dignité de l’être humain, le respect et la protection des droits de l’homme et des libertés fondamentales, la non-commercialisation des substances d’origine humaine et la protection des donneurs et des receveurs d’organes, de tissus et de cellules. Ce dernier principe repose sur l’amélioration et sur la promotion de normes strictes en matière de qualité et de sécurité, afin de protéger non seulement le donneur et le receveur, mais aussi le précieux greffon lui-même.
Le Comité européen sur la transplantation d’organes (CD-P-TO) est le comité directeur chargé des activités liées à la transplantation. Il est composé de représentants des États membres du Conseil de l’Europe et d’observateurs, notamment la Commission européenne, l’OMS, le DH-BIO, Eurotransplant, Scandiatransplant, la Société européenne de transplantation d’organes (ESOT), The Transplantation Society (TTS), l’Association européenne des banques de tissus et cellules (EATCB), l’Association européenne des banques d’yeux (EEBA), la Société européenne de reproduction humaine et d’embryologie (ESHRE) et l’Association mondiale des donneurs de moelle osseuse (WMDA). Il promeut activement le principe de non-commercialisation du don, la lutte contre le trafic d’organes, de tissus et de cellules et l’élaboration de normes d’éthique, de qualité et de sécurité en matière de transplantation d’organes, de tissus et de cellules. Une part importante de son travail consiste à élaborer et à publier deux guides majeurs : le guide relatif à la qualité et à l’innocuité des organes pour transplantation et le guide relatif à la qualité et la sécurité des tissus et cellules destinés à des applications chez l’homme (disponibles en anglais uniquement).
Afin de sensibiliser à l’importance du don et de la transplantation d’organes dans ses États membres, d’encourager le débat public et de favoriser une réflexion sur ce traitement salvateur, l’EDQM organise tous les ans la Journée européenne du don d’organes et de la greffe (EODD), en collaboration avec un État membre différent à chaque fois.

## Santé des consommateurs
Depuis le 1er janvier 2009, l’EDQM travaille à renforcer la protection de la santé des consommateurs en Europe, en mettant l’accent sur la qualité et sur l’utilisation sans danger des cosmétiques et des matériaux et objets pour contact alimentaire.
Le Comité européen sur les cosmétiques et la santé du consommateur (CD-P-COS) est chargé d’apporter une réponse aux risques sanitaires émergents liés à l’utilisation de cosmétiques. En promouvant les principes qui figurent dans la Résolution ResAP(2008)1 du Conseil de l’Europe sur les exigences et les critères d’innocuité des tatouages et des maquillages permanents, le comité s’efforce également d’assurer l’innocuité de ces produits. Les activités inscrites à son programme de travail visent à favoriser la collaboration entre États membres et observateurs.
Le CD-P-COS supervise le réseau européen des laboratoires de contrôle des cosmétiques (OCCL), créé en 2010 pour une plus grande efficience de la surveillance du marché des cosmétiques grâce au renforcement de la collaboration transfrontalière et à la mutualisation des ressources pour effectuer des études de surveillance du marché dans toute l’Europe. Plusieurs laboratoires de contrôle basés en Asie en font également partie.
Outre les études de surveillance du marché, les activités du réseau comprennent le développement analytique, la réalisation d’essais d’aptitude (PTS) et l’établissement de systèmes harmonisés de management de la qualité. La priorité est donnée au contrôle des produits susceptibles de poser un risque pour la santé des consommateurs, du fait de la présence de substances interdites ou soumises à restriction (selon la législation de l’UE) ou de métaux à l’état de traces. Le réseau publie, par ailleurs, des méthodes d’essai, sur la base d’études interlaboratoires visant à confirmer qu’elles sont appropriées à l’usage qui en est prévu.
Le Comité européen sur les matériaux et objets pour contact alimentaire (CD-P-MCA) est chargé de mettre au point et de renforcer des mesures harmonisées, complémentaires à la législation de l’UE et aux législations nationales, destinées à garantir l’innocuité des emballages, récipients, ustensiles et autres matériaux et objets pour contact alimentaire. Il est soutenu par deux comités subordonnés : un groupe de travail sur les matériaux pour contact alimentaire fabriqués à partir de papier et de carton et un autre sur les matériaux pour contact alimentaire imprimés. Les guides techniques publiés par le CD-P-MCA servent de référence aux fabricants et autres exploitants d’entreprise, aux évaluateurs sécurité et aux laboratoires de contrôle. 